# مراد ثقفی
مراد ثقفی (زادهٔ آبان ۱۳۳۶) روزنامه‌نگار، پژوهشگر مسائل سیاسی، فعال مدنی و ناشر ایرانی است. او صاحب امتیاز و مدیر مسئول فصلنامه گفتگو است که به انتشار مقالاتی در حوزه علوم اجتماعی، فلسفه و مسائل نظری می‌پردازد. و در دهه هفتاد نقش مهمی در تبیین نظری مفاهیمی چون جامعه مدنی در ایران داشت. مراد ثقفی همچنین مدیر «انجمن دیدبان مدنی یک شهر» است که هدف خود را «اطلاع‌رسانی در مورد عوامل و شاخص‌های سازنده زندگی شهری مطلوب و افزایش آگاهی شهروندان» معرفی کرده‌است.

## زندگی
مراد ثقفی در آبان ۱۳۳۶ در تهران به دنیا آمد. پدرش رضا ثقفی برادر خدیجه ثقفی همسر سید روح‌الله خمینی بود. وی دکترای برق - الکترونیک خود را در ۱۹۸۱ از اکول پلی تکنیک فدرال لوزان در سوئیس گرفت و پس از آن برای طی دورهٔ پست دکترا به دانشگاه یو سی ال ای در آمریکا رفت. وی هم چنین دورهٔ کارشناسی ارشد علوم سیاسی را در مدرسه عالی مطالعات علوم اجتماعی فرانسه گذرانده‌است. پس از بازگشت به ایران مجلهٔ گفتگو را به مدیر مسئولی پدرش، رضا ثقفی در دههٔ هفتاد پایه‌گذاری کرد.

وی علاوه بر سردبیری گفتگو مدیر نشر شیرازه (انتشارات شیرازه کتاب ما)نیز هست. وی جز اندیشمندان سکولار در ادبیات سیاسی ایران محسوب می‌شود. حمیده چگونیان نویسنده و مترجم همسر اوست. 

### فعالیت مطبوعاتی
مراد ثقفی در دهه هفتاد اقدام به انتشار نشریه گفتگو با مشی اجتماعی و فرهنگی کرد. اولین شماره این فصلنامه در پاییز ۱۳۷۲ منتشر شد. در فصلنامه گفتگو مطالب و مقاله‌های تألیفی وزن بیشتری نسبت به ترجمه داشت و با نگاهی سکولار به علوم انسانی یکی از نشریات تأثیرگذار دهه هفتاد به‌شمار می‌رفت.

## انجمن دیدبان مدنی یک شهر
مراد ثقفی، مدیرعامل انجمن دیدبان مدنی یک شهر است که هدف خود را اطلاع‌رسانی در مورد عوامل و شاخص‌های سازنده زندگی شهری مطلوب و افزایش آگاهی شهروندان معرفی کرده‌است.

## بازداشت
مراد ثقفی روز چهارشنبه ۲۵ اسفند ۱۳۹۵ در خانه‌اش در تهران بازداشت شد.
گزارشی رسمی از اتهام او یا نهاد مسئول بازداشت او منتشر نشد. از محل نگهداری این روزنامه‌نگار نیز اطلاعی در دست نیست. اما چند روز پیش او در جلسه‌ای از مدیریت شهر تهران انتقاد کرده و دربارهٔ شهرداری تهران گفته بود: «قدرت در دست یک نفر است آن هم در دست شهردار، بدون کنترل است و می‌تواند منافع ملی را نادیده بگیرد چنانچه امروز هم نادیده می‌گیرند.» او گفته بود شکل اداره تهران به فساد مالی، و به «خصوصی‌سازی و استبداد» منجر شده و «باید افرادی به شورای شهر بروند که نماد مبارزه با فساد گسترده هستند.» وکیل مراد ثقفی، به ایلنا گفته‌است: «باتوجه به این‌که شنبه آخرین روز کاری دادسرا است و کارهای اداری سپردن وثیقه هم حداقل ۴۸ ساعت به طول می‌انجامد، به احتمال زیاد آقای ثقفی پیش از تعطیلات نوروز آزاد نمی‌شوند.» او ۳۱ اردیبهشت از زندان آزاد شد.